# Aéroport de Franceville
L’aéroport de Franceville, aussi appelé aéroport international M'Vengue El Hadj Omar Bongo Ondimba, est un aéroport situé à M'Vengue, à proximité de la ville de Franceville, chef-lieu de la province du Haut-Ogooué, dans l'Est du Gabon. Des vols réguliers y sont assurés à destination de Libreville, la capitale du pays.
L'aéroport a été inauguré le 14 août 1972 par l’atterrissage d'un DC8 de la compagnie Air Afrique qui fut le premier jet à s'y poser, le deuxième président du Gabon Omar Bongo était à son bord.
L'aéroport est le troisième du Gabon quant au trafic après Libreville et Port-Gentil.
Franceville abrite la plus grande piste d'atterrissage du pays.

## Situation
| Franceville Koulamoutou Libreville Makokou Mouila Oyem Port-Gentil Tchibanga |

## Compagnies aériennes et destinations
| Compagnies                    | Destinations        |
| ----------------------------- | ------------------- |
| Afrijet                       | Libreville-Léon Mba |
| Nationale Régionale Transport | Libreville-Léon Mba |

Edité le 16/10/2023

## La base aérienne 02 Mvengue
L'armée de l'air gabonaise dispose d'une base militaire aéronautique à l’extrémité ouest de l'aérodrome. La base a été ouverte en janvier 1980 afin d'accueillir la flotte d'avions de combat du Gabon. Elle abrite aujourd'hui les Mirage gabonais.
L'escadron présent sur la base est l'escadron de chasse 1-02 « Leyou » sur Mirage F1 AZ.
En août 2013, la base s'est enrichie de deux appareils de type Aermacchi MB-326 Impala acquis en Afrique du Sud. Ils serviront[Quand ?] principalement à l'entrainement et au maintien en condition des pilotes de chasse gabonais.